# Miletínky (přírodní rezervace)
Miletínky je přírodní rezervace a rozhraní Šumavy a Šumavského podhůří západně od vesnice Miletínky, místní části obce Ktiš v okrese Prachatice. Rezervace zaujímá vrch Borek (729 m) a navazující západněji položené území jižně od Zlatého potoka. Oblast spravuje Agentura ochrany přírody a krajiny ČR. Důvodem ochrany je borový les přirozeného složení na hadcovém podkladě.